# يوهان بولو
يوهان بولو (بالألمانية: Johann von Bülow) (و. 1972 – م) هو ممثل، من ألمانيا، ولد في ميونخ.

## وصلات خارجية
- يوهان بولو على موقع IMDb (الإنجليزية)
- يوهان بولو على موقع مونزينجر (الألمانية)
- يوهان بولو على موقع ألو سيني (الفرنسية)
- يوهان بولو على موقع ميوزك برينز (الإنجليزية)
- يوهان بولو على موقع أول موفي (الإنجليزية)
- يوهان بولو على موقع ديسكوغز (الإنجليزية)
- يوهان بولو على موقع قاعدة بيانات الفيلم (الإنجليزية)
- يوهان بولو على موقع كينوبويسك (الروسية)